# André Duparque
André Duparque, né le 11 octobre 1892 à Lille et mort le 11 juin 1960 dans la même ville, est un professeur de géologie houillère de l'université de Lille.

## Biographie
Il obtient une licence en droit avant la première guerre mondiale et bifurque vers les Sciences de la Terre avec une licence de Sciences Naturelles en 1920. Il soutient sa thèse intitulée Structure microscopique des charbons du bassin houiller du Nord et du Pas-de-Calais en  janvier 1934.
Il commence sa carrière  en étudiant la genèse des charbons à la Faculté des sciences de Lille dans le laboratoire de Charles Barrois. Il est maître de conférences en 1932, puis professeur de géologie à partir de 1937. Durant la seconde guerre mondiale, André Duparque rejoint ses frères dans le département de la Dordogne, il en revient affaibli et meurtri. En 1950, il remplace Pierre Pruvost sur la chaire de géologie et minéralogie et à la direction de l'Institut de la Houille et du musée de géologie de Lille.
Dès 1923, Charles Barrois acquit du matériel de métallographie, conçu par Henri Le Chatelier, permettant d'observer les structures microscopiques de métaux et minéraux. Après de nombreuses tentatives, André Duparque met en place un polissage par auto-usure permettant d'obtenir des échantillons observables au microscope. Il peut ensuite décrire  les structures authentiques des charbons. Ces données lui permettent de comprendre  le mécanisme de dépôt et de  transformations du charbon au cours des temps géologiques. Il a distingué deux types de charbon : les houilles ligno-cellulosiques et celles de cutine.
Ses travaux  ont permis de comprendre la genèse du charbon, la rédaction d'une centaine de publications et ont apporté des solutions pratiques pour la mise en valeur des charbons et de leurs sous-produits.
Il est  le président de la Société géologique du Nord en 1935 et est chevalier de la légion d'honneur en 1954.
Il reçoit le prix Henri Wilde de l'Académie des sciences en 1934 pour son travail de thèse et devient membre correspondant de l'Académie des sciences en 1957.

## Distinctions
- Chevalier de la Légion d'honneur

## Principales publications
- 1927 La Nature de la houille relevée par le microscope métallographique, Lille, impr. de L. Danel, Société des Sciences et des Arts de Lille, 28 pages[6]

- 1933 Structure microscopique des charbons du bassin houiller du Nord et du Pas-de-Calais, Thèses présentées à la Faculté des sciences de l'Université de Lille pour obtenir le grade de docteur ès sciences naturelles Lille : Impr. centrale du Nord, Mémoires de la Société géologique du Nord, 756 pages[7]

Beaucoup de ses travaux sont conservés aux archives nationales du monde du travail.